# Občina Gornji Grad
Občina Gornji Grad je ena od občin v Republiki Sloveniji. Središče občine je kraj Gornji Grad.
Občina obsega področje pod Menino planino, njena naselja pa so hribovske vasice predgorja Savinjskih Alp in osamljene kmetije, ki se nahajajo na nadmorskih višinah med 400 in 900 m. Vodotoki v občini so reka Dreta ter potoki Kropa (Dreta), Žrela, Šokatnica in Pripravna. Najvišji vrhovi so Veliki Rogatec (1557 m), Menina planina (1508 m), Kašna planina (1435 m) in Lepenatka (1422 m).
Glavni prometnici, ki vodita v občino, potekata iz vzhodne smeri mimo Kamnika in iz zahodne meri preko Radmirja, ob tej cesti na južni strani stojijo obnovljene srednjeveške gavge (vislice).

## Naselja v občini
Bočna, Dol, Florjan pri Gornjem Gradu, Gornji Grad, Lenart pri Gornjem Gradu, Nova Štifta (novo naselje od 2005, obsega tudi nekdanji naselji Šmiklavž in Tirosek), Šokat